# 登美ヶ丘信号場
登美ヶ丘信号場（とみがおかしんごうじょう）は奈良県生駒市にある近畿日本鉄道（近鉄）けいはんな線の信号場。
奈良市との市境が近くにある。

## 歴史
- 2006年（平成18年）3月27日：生駒 - 学研奈良登美ヶ丘開業と同時に開設。

## 信号場構造
学研奈良登美ヶ丘駅への線路と東花園検車区登美ヶ丘車庫への線路が分岐している。

## 信号場周辺
- 東花園検車区登美ヶ丘車庫
- 学研奈良登美ヶ丘駅
- イオンモール奈良登美ヶ丘

## 隣の施設
近畿日本鉄道
C けいはんな線
学研北生駒駅 - 登美ヶ丘信号場 - 学研奈良登美ヶ丘駅